# Liste der Bodendenkmäler in Wildenberg
Auf dieser Seite sind die Bodendenkmäler in der niederbayerischen Gemeinde Wildenberg zusammengestellt. Diese Tabelle ist eine Teilliste der Liste der Bodendenkmäler in Bayern. Grundlage ist die Bayerische Denkmalliste, die auf Basis des Bayerischen Denkmalschutzgesetzes vom 1. Oktober 1973 erstmals erstellt wurde und seither durch das Bayerische Landesamt für Denkmalpflege geführt wird. Die folgenden Angaben ersetzen nicht die rechtsverbindliche Auskunft der Denkmalschutzbehörde.

## Bodendenkmäler in Wildenberg
| Lage                     | Objekt | Akten-Nr.     | Bild |
| ------------------------ | --- | ------------- | ---- |
| Siegenburg (Standort)    | Siedlung vor- und frühgeschichtlicher Zeitstellung. | D-2-7237-0083 |      |
| Wildenberg (Standort)    | Grabhügel vorgeschichtlicher Zeitstellung. | D-2-7237-0097 |      |
| Wildenberg (Standort)    | Verebnete Grabhügel vorgeschichtlicher Zeitstellung. | D-2-7237-0098 |      |
| Wildenberg (Standort)    | Frühmittelalterlicher Ringwall. Siedlung des Neolithikums. | D-2-7237-0099 |      |
| Wildenberg (Standort)    | Frühmittelalterliche Reihengräber. | D-2-7237-0101 |      |
| Wildenberg (Standort)    | Siedlung vor- und frühgeschichtlicher Zeitstellung. | D-2-7237-0102 |      |
| Wildenberg (Standort)    | Siedlung vor- und frühgeschichtlicher Zeitstellung. | D-2-7237-0103 |      |
| Wildenberg (Standort)    | Verebnetes Grabenwerk vor- und frühgeschichtlicher Zeitstellung, Siedlung des Neolithikums, u. a. der Chamer Gruppe.                                                                      | D-2-7237-0104 |      |
| Wildenberg (Standort)    | Verebnete Grabhügel vorgeschichtlicher Zeitstellung. | D-2-7237-0105 |      |
| Wildenberg (Standort)    | Siedlung vor- und frühgeschichtlicher Zeitstellung. | D-2-7237-0106 |      |
| Wildenberg (Standort)    | Siedlung vor- und frühgeschichtlicher Zeitstellung. | D-2-7237-0107 |      |
| Wildenberg (Standort)    | Siedlung vor- und frühgeschichtlicher Zeitstellung. | D-2-7237-0108 |      |
| Wildenberg (Standort)    | Siedlung vor- und frühgeschichtlicher Zeitstellung. | D-2-7237-0109 |      |
| Wildenberg (Standort)    | Siedlung des Neolithikums, v. a. des Mittelneolithikums, u. a. der Stichbandkeramik und der Gruppe Oberlauterbach sowie der frühen Bronzezeit. Bestattungsplatz der Münchshöfener Kultur. | D-2-7237-0110 |      |
| Wildenberg (Standort)    | Siedlung vor- und frühgeschichtlicher Zeitstellung. | D-2-7237-0111 |      |
| Wildenberg (Standort)    | Siedlung vor- und frühgeschichtlicher Zeitstellung. | D-2-7237-0112 |      |
| Wildenberg (Standort)    | Siedlung vor- und frühgeschichtlicher Zeitstellung. | D-2-7237-0113 |      |
| Wildenberg (Standort)    | Siedlung des Neolithikums. | D-2-7237-0114 |      |
| Wildenberg (Standort)    | Siedlung vor- und frühgeschichtlicher Zeitstellung. | D-2-7237-0118 |      |
| Wildenberg (Standort)    | Siedlung vor- und frühgeschichtlicher Zeitstellung. | D-2-7237-0119 |      |
| Wildenberg (Standort)    | Siedlung vorgeschichtlicher und neolithischer Zeitstellung. | D-2-7237-0120 |      |
| Pfeffenhausen (Standort) | Siedlung vor- und frühgeschichtlicher Zeitstellung. | D-2-7237-0127 |      |
| Wildenberg (Standort)    | Untertägige mittelalterliche und frühneuzeitliche Befunde im Bereich der Kath. Pfarrkirche St. Andreas in Pürkwang, darunter die Spuren von Vorgängerbauten bzw. älteren Bauphasen.       | D-2-7237-0208 |      |
| Wildenberg (Standort)    | Untertägige mittelalterliche und frühneuzeitliche Befunde im Bereich der Kath. Kirche St. Laurentius in Eschenhart, darunter die Spuren von Vorgängerbauten bzw. älteren Bauphasen.       | D-2-7237-0225 |      |
| Wildenberg (Standort)    | Untertägige frühneuzeitliche Befunde im Bereich der Kath. Kirche Hl. Kreuz in Willersdorf, darunter die Spuren von Vorgängerbauten bzw. älteren Bauphasen.                                | D-2-7237-0227 |      |
| Wildenberg (Standort)    | Untertägige Befunde im Bereich des frühneuzeitlichen Schlosses und der zugehörigen Schlosskapelle St. Georg und St. Katharina in Wildenberg, zuvor mittelalterliche Burg.                 | D-2-7237-0231 |      |